# Эмеаги, Чика
Чика Мэри Эмеаги (англ. Chika Maree Emeagi; род. 4 января 1979 года в Бокс-Хилле, штат Виктория, Австралия) — австралийская профессиональная баскетболистка, которая выступала в женской национальной баскетбольной лиге (ЖНБЛ). Играла на позиции лёгкого форварда. Лучший новичок женской НБЛ (1995).
В составе национальной сборной Австралии она завоевала серебряные медали чемпионате мира среди девушек до 19 лет 1997 года в Бразилии.

## Ранние годы
Чика Эмеаги родилась 4 января 1979 года в городе Бокс-Хилл (штат Виктория), восточном пригороде Мельбурна.